# Tadeusz Burzyński (1730–1773)
Tadeusz Burzyński (ur. ok. 1730, zm. lato 1773 we Florencji) – polski senator i dyplomata czasów stanisławowskich, od 1763 kasztelan smoleński, od 14 kwietnia 1770 wojewoda miński, marszałek Trybunału Głównego Wielkiego Księstwa Litewskiego w 1767, poseł nadzwyczajny Rzeczypospolitej w Republice Zjednoczonych Prowincji w 1769 roku, poseł nadzwyczajny Rzeczypospolitej w Królestwie Wielkiej Brytanii w latach 1769–1773. 

## Życiorys
Urodził się w rodzinie szlacheckiej herbu Trzywdar, osiadłej w Brasławszczyźnie. Jego ojcem był Stanisław Antoni Burzyński kasztelan smoleński, instygator wielki litewski, później jezuita. 
W latach 1754–1755 uczęszczał do Collegium Nobilium jezuitów w Wilnie. Ukończył Collegium Nobilium w Warszawie. W 1760 roku został posłem na Sejm, później otrzymał starostwo krasnosielskie i stopień rotmistrza armii litewskiej.
W 1764 roku był członkiem konfederacji Wielkiego Księstwa Litewskiego. Na sejmie konwokacyjnym 1764 roku wyznaczony do Komisji Skarbowej Wielkiego Księstwa Litewskiego. 23 października 1767 wszedł w skład delegacji Sejmu, wyłonionej pod naciskiem posła rosyjskiego Nikołaja Repnina, powołanej w celu określenia ustroju Rzeczypospolitej.
Burzyński był w latach 1769–1773 (do śmierci) ambasadorem RP w Londynie. Stale cierpiał na brak gotówki, który pozwoliłby mu zatrudnić pomocników; szyfrantów i sekretarzy, którzy uczyniliby jego misję dyplomatyczną skuteczniejszą. W końcu zatrudnionym przezeń został jego sąsiad Franciszek Bukaty (1747–1797), który szybko nauczył się szyfru i języka angielskiego. 
Ze względu na stan zdrowia od jesieni 1770 roku prosił Stanisława Augusta Poniatowskiego o zgodę na wyjazd z Londynu. Uzyskawszy ją, 18 grudnia 1770 wyjechał do Brukseli, a stamtąd do Włoch.
Gdy Burzyński zmarł w czasie podróży do Włoch (we Florencji), w celach zdrowotnych, Bukaty ostatecznie przejął jego funkcje, lecz początkowo jedynie jako skromny Chargé d’affaires (ambasadorem został dopiero o wiele później).
Jego żoną została (najprawdopodobniej w roku 1750) Józefa Broel-Plater, która zmarła ok. 1778 roku. W 1769 roku otrzymał Order Orła Białego. W 1765 został kawalerem Orderu Świętego Stanisława. W 1764 roku odznaczony Orderem św. Aleksandra Newskiego.

## Literatura dodatkowa
- Stanisław Kościałkowski: Burzyński Tadeusz. W: Polski Słownik Biograficzny. T. 3: Brożek Jan – Chwalczewski Franciszek. Kraków: Polska Akademia Umiejętności – Skład Główny w Księgarniach Gebethnera i Wolffa, 1937, s. 142–143. Reprint: Zakład Narodowy im. Ossolińskich, Kraków 1989, ISBN 83-04-03291-0